# IÉSEG School of Management
IÉSEG School of Management (Institut d'Economie Scientifique Et de Gestion) is een business school in Frankrijk die in 1964 werd gesticht in Rijsel. De school is gelieerd aan de Katholieke Universiteit Rijsel en beschikt over twee campussen, een in Rijsel en een in Parijs in zakendistrict La Defense. De school heeft ruim 7000 studenten en beschikt over drie internationale accreditaties: EQUIS, AACSB en AMBA.

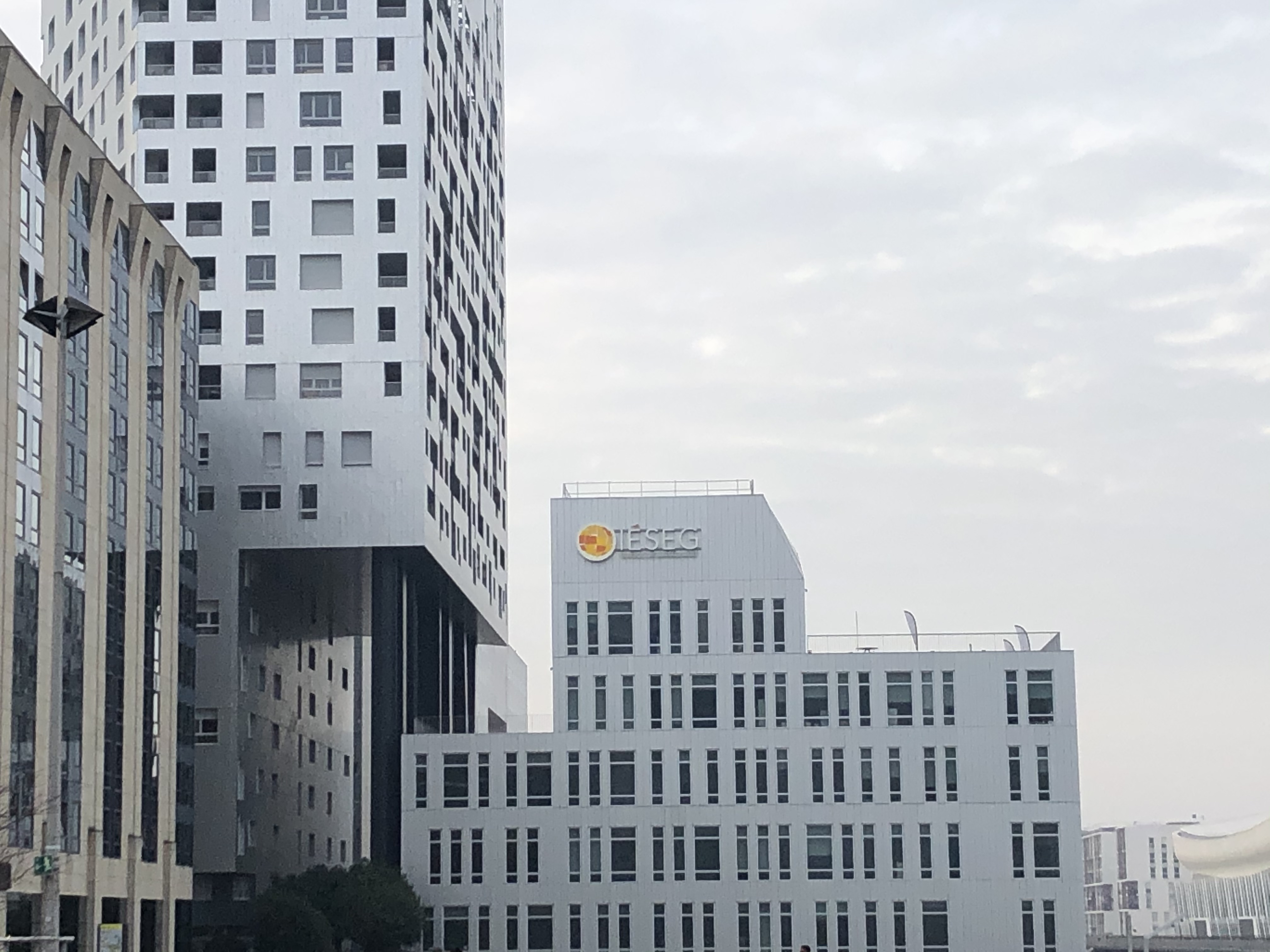
IÉSEG School of Management - La Defense Campus

## Beroemde voormalige student
- Alma, Frans zangeres